# 2004年夏季残疾人奥林匹克运动会土耳其代表团
2004年夏季残疾人奥林匹克运动会土耳其代表团是土耳其派出的2004年夏季残疾人奥林匹克运动会代表团。获得1枚金牌和1枚铜牌。